# Simulium noguerai
Simulium noguerai es una especie de insecto del género Simulium, familia Simuliidae, orden Diptera.
Fue descrita científicamente por d'Andretta & Gonzalez, 1964.